# Grafenwiesen

Rathaus mit Dorflinde

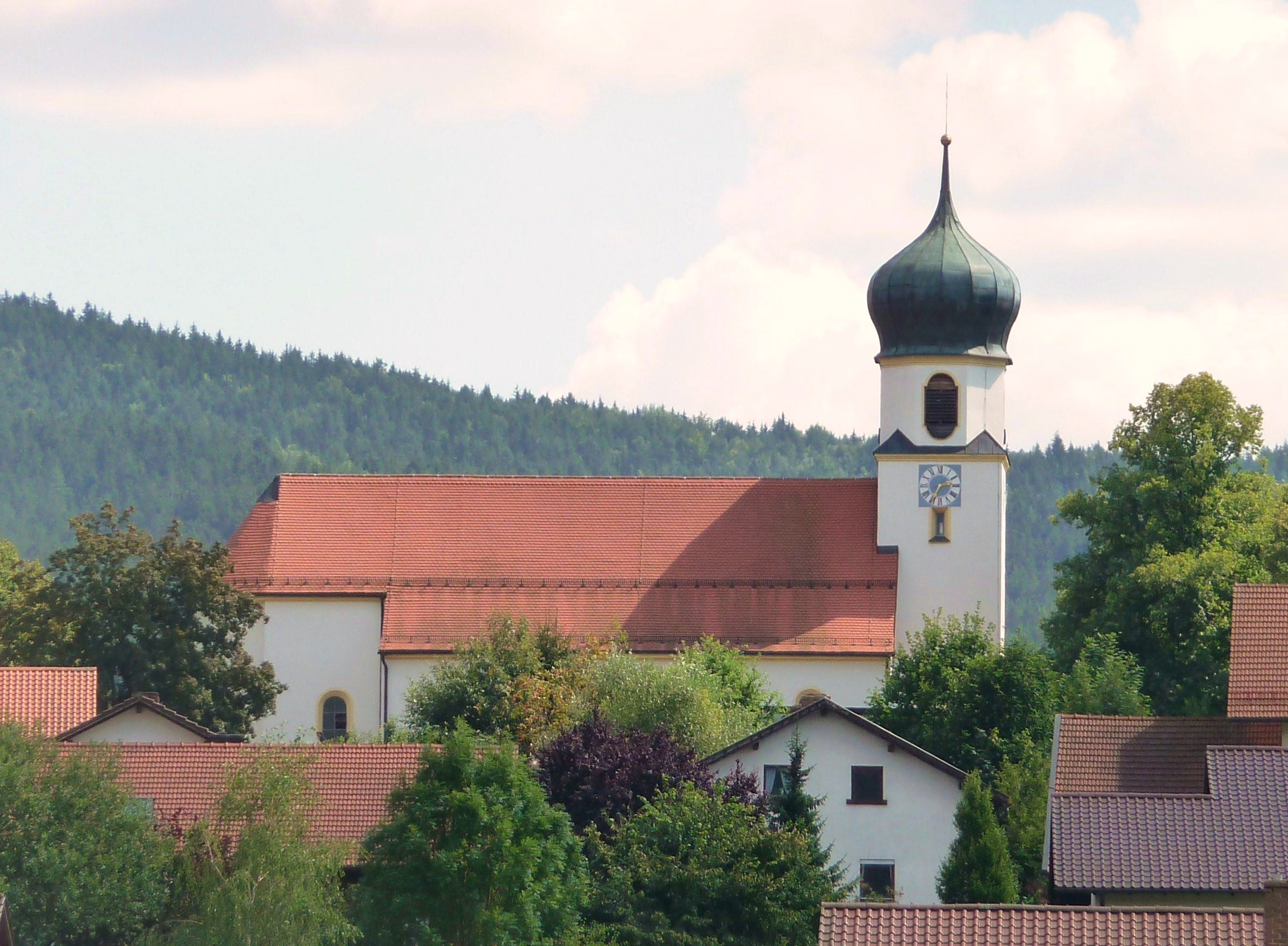
Die Pfarrkirche Hl. Dreifaltigkeit

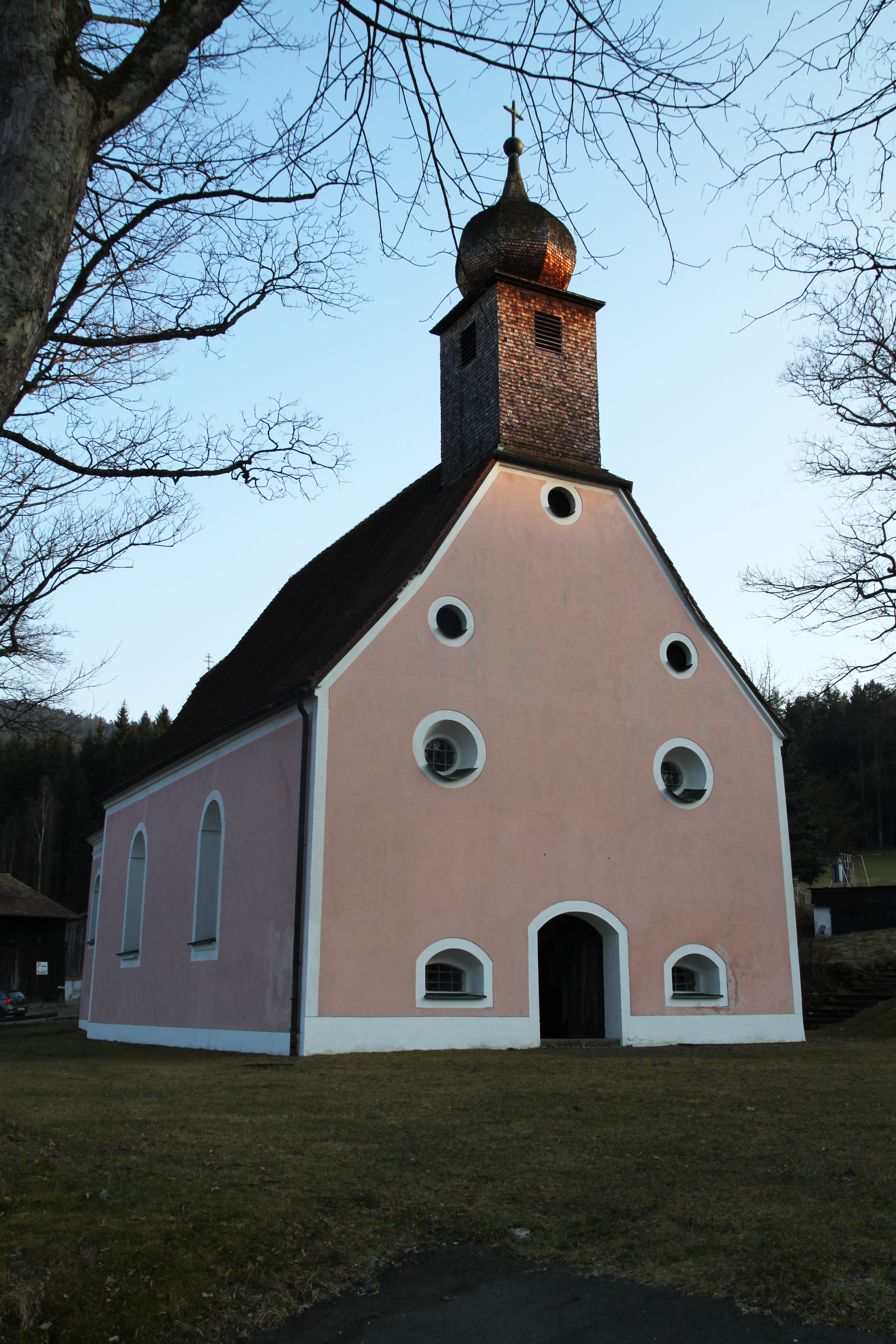
Wallfahrtskirche in Schönbuchen

Grafenwiesen ist eine Gemeinde im Oberpfälzer Landkreis Cham.

## Geografie

### Geografische Lage
Der Ort liegt nördlich von Bad Kötzting zwischen Kaitersberg und Hohem Bogen. Am Ort fließt der Weiße Regen vorbei.

### Gemeindegliederung
Grafenwiesen hat elf Gemeindeteile (in Klammern ist der Siedlungstyp angegeben):
- Berghäuser (Dorf)
- Englmühle (Weiler)
- Feßmannsdorf (Dorf)
- Grafenwiesen (Pfarrdorf)
- Haiberg (Weiler)
- Matheshof (Dorf)
- Schönbuchen (Dorf)
- Thürnhofen (Dorf)
- Voggendorf (Dorf)
- Watzlhof (Dorf)
- Zittenhof (Weiler)

Es existieren die Gemarkungen Grafenwiesen, Voggendorf und Rimbach. Von der Gemarkung Rimbach liegt nur der Gemarkungsteil 0 auf dem Gemeindegebiet von Grafenwiesen, der Gemarkungsteil 1 liegt in der Gemeinde Rimbach.

## Geschichte

### Bis zur Gemeindegründung
Grafenwiesen wurde urkundlich 1177 erstmals erwähnt. Im Jahre 1217 wurde ein Seyfried de Kravewissen erwähnt. Die Grafenwiesen waren Ministerialen der Grafen von Bogen und der Markgrafen von Cham. Ihre Nachfolge traten 1402 die Hohenwarther an. Die Hofmark Grafenwiesen war Lehen des Klosters Rott am Inn. Vom 16. bis ins 18. Jahrhundert erwarben sie verschiedene Adelsgeschlechter durch Erbschaft oder Kauf.
Das vierflügelige Schloss Grafenwiesen, das auf einen mittelalterlichen Bau zurückgeht, stammt im Wesentlichen aus der Zeit von 1612 bis 1620. Im Jahre 1712 kaufte das Kloster Rott am Inn Gut und Hofmark zurück, in dessen Händen Grafenwiesen bis zur Säkularisation in Bayern 1803 blieb.
Im Jahre 1818 wurde Grafenwiesen im Zuge des Zweiten Gemeindeedikts eine landgerichtsunmittelbare Gemeinde des Landgerichts Kötzting.

### 19. bis 21. Jahrhundert
Am 14. Oktober 1923 erfolgte die Einweihung der heutigen Pfarrkirche. Bis 1959 war im Schloss auch eine Brauerei ansässig. Die 1612 errichtete Schlosskapelle diente bis zum Bau der neuen Pfarrkirche 1923 als Gotteshaus. 1892 erfolgte der Bau der Eisenbahnstrecke Kötzting – Lam, sowie der Staatsstraße St2140. Von 1803 bis 1918 gehörte Grafenwiesen zur Pfarrei Kötzting. 1923 wurde die heutige Pfarrkirche eingeweiht.
Im Jahre 1982 wurde Grafenwiesen staatlich anerkannter Erholungsort. Die Fertigstellung des Kurparks konnte 2005 begangen werden.

### Verwaltungsgemeinschaft
Im Jahr 1978 schlossen sich die Gemeinden Grafenwiesen, Rimbach und Hohenwarth zur Verwaltungsgemeinschaft Grafenwiesen zusammen. Hohenwarth schied bereits am 1. Januar 1980 wieder aus, 1994 wurde die Verwaltungsgemeinschaft wieder aufgelöst.

### Eingemeindungen
Im Zuge der Gebietsreform in Bayern wurde am 1. Januar 1972 wurde die Gemeinde Voggendorf eingegliedert.

### Einwohnerentwicklung
Zwischen 1988 und 2018 sank die Einwohnerzahl von 1553 auf 1519 um 34 Einwohner bzw. um 2,2 %. Am 31. Dezember 1995 hatte die Gemeinde noch 1695 Einwohner gezählt.

## Politik

### Bürgermeister
Bei der Neuwahl am 26. März 2023 wurde Frau Sabine Steinlechner mit 70,63 % der Stimmen gewählt. Vom 1. Mai 2020 bis 2. Januar 2023 war Josef Häring (Unabhängige Wählergemeinschaft Grafenwiesen) Erster Bürgermeister. Er wurde 2020 mit 64,0 % der Stimmen gewählt und legte sein Amt aus gesundheitlichen Gründen zum Jahresende 2022 nieder. Bis zur Neuwahl am 26. März 2023 führt sein Stellvertreter Andreas Eiser (CSU/Freie Wählergemeinschaft) die Amtsgeschäfte. Vorgänger von Häring war von Mai 2002 bis April 2020 Josef Dachs (CSU/Freie Wählergemeinschaft).

### Gemeinderat
In der Amtszeit 2020 bis 2026 gehören dem Gemeinderat sieben Vertreter der Unabhängige Wählergemeinschaft Grafenwiesen (UWGG) an; die CSU/Freie Wählergemeinschaft (CSU-FWG) erreichte fünf Mandate. In der vorherigen Amtszeit hatten beide Wahlvorschläge je sechs Sitze erreicht.

### Wappen
| Wappen von Grafenwiesen | Blasonierung: „In Blau ein silberner Schrägbalken, darin drei blaue Fische; oben zwei sechsstrahlige goldene Sterne, unten ein springender silberner Hirsch.“ |
| Wappen von Grafenwiesen | Wappenbegründung: Das Wappen der Gemeinde entspricht dem persönlichen Wappen von Abt Aemilian Oettinger, der von 1698 bis 1728 das Kloster Rott am Inn führte. In dieser Funktion erwarb er 1702 die Hofmark Grafenwiesen für das Kloster. Das heutige Gemeindegebiet deckt sich mit der bis zur Säkularisation 1803 bestehenden Hofmark Grafenwiesen. Dieses Wappen wird seit 1978 geführt. |

## Kultur und Sehenswürdigkeiten
- Das 2008 eröffnete Deutsche Zündholzmuseum informiert über die Geschichte der Zündhölzer. Außerdem zeigt es Ausschnitte einer umfangreichen Spezialsammlung von Zündholz-Behältnissen und Zündholz-Etiketten.[11]
- Eine weitere Sehenswürdigkeit ist das Freiwildgehege im Gemeindeteil Voggendorf.
- Im Hof des 1612 bis 1660 neu erbauten ehemaligen Schlosses steht eine Kapelle von 1612.
- Die neubarocke Pfarrkirche Hl. Dreifaltigkeit von 1923 besitzt eine Rokokoausstattung aus der ehemaligen Schlosskapelle.
- Greifvogelpark Grafenwiesen

## Wirtschaft und Infrastruktur

### Arbeitsplätze
2017 gab es in der Gemeinde 194 sozialversicherungspflichtige Arbeitsplätze. Von der Wohnbevölkerung standen 629 Personen in einem versicherungspflichtigen Beschäftigungsverhältnis. Damit war die Zahl der Auspendler um 435 Personen größer als die der Einpendler. 27 Einwohner waren arbeitslos.

### Verkehr
Grafenwiesen hat einen Haltepunkt an der Bahnstrecke Cham–Bad Kötzting–Lam. Hier verkehren Züge der Oberpfalzbahn.
Zudem verläuft durch Grafenwiesen die Staatsstraße 2140.

### Bildung
- Montessorischule Grafenwiesen[12]
- Kindergarten Grafenwiesen mit 50 Plätzen und 41 Kindern (Stand 1. März 2020)

Die gemeinsame Grundschule Hohenwarth-Grafenwiesen befindet sich in der Nachbargemeinde Hohenwarth.